# CakePHP
CakePHP je open source webový aplikační framework pro vývoj webových aplikací založených na PHP 4/5. Vznikl v roce 2005 v reakci na úspěch Ruby on Rails. CakePHP však není pouhým portem Ruby on Rails, i když implementuje mnoho užitečných vlastností Rails. Celý systém je postavený na vzoru Model-view-controller (MVC).

## Ukázka částí

### Kontroler
```
<?php

class
 
PostsController
 
extends
 
AppController
 
{

   
public
 
$name
 
=
 
"Posts"
;

   
function
 
index
()
 
{

   
}

}

?>

```

### Model
```
<?php

class
 
Post
 
extends
 
AppModel
 
{

   
public
 
$name
 
=
 
"Post"
;

}

?>

```